# 프랫 & 휘트니 캐나다 PW500
프랫 앤 휘트니 캐나다 PW500은 비즈니스 제트용으로 설계된 소형 터보팬 엔진이다.
- PW530 계열은 1단 팬, 2단 저압 터빈, 2단 축류 및 1단 원심으로 구성된 고압 압축기, 1단 고압 터빈으로 구성되어 있다.
- PW535는 이와 구성이 비슷하지만, 팬 후방 저압 터빈 축에 T-stage가 있어 전체 압축비를 높이고 코어 유동도 늘린다.
- PW535와 유사하게 PW545는 추가적인 저압 터빈단이 있어 더 큰 직경의 팬을 구동한다.

## 적용 기체
- Cessna Citation Brave 비즈니스 제트: 2 X PW530
- Cessna Citation Ultra Encore : 2 X PW535
- Cessna Citation Excel 비즈니스 제트 : 2 X PW545

## 파생형
|                           | PW530 | PW535 | PW545A | PW545B |
| 추력 (lbf)                | 2,887 | 3,400 | 3,952  | 4,119  |
| 비연료소모율 ((lb/h)/lbf) | ?     | ?     | ?      | ?      |
| 바이패스 비               | ~3.7  | ?     | 4.12   | 4.12   |
| 전체 압력비               | ~13.3 | ?     | 11.7   | 12.5   |
| 전체 길이 (in)            | 60.0  | ?     | 68.6   | 68.6   |
| 대략적인 팬 직경 (in)     | 23.0  | ?     | 27.3   | 27.3   |

## 같이 보기
- 프랫 앤 휘트니 캐나다 PW600
- 프랫 앤 휘트니 캐나다 JT15D